# Condado de Ureña
El condado de Ureña es un título nobiliario español creado por el rey Enrique IV el 25 de mayo de 1464 a favor de Alfonso Téllez Girón, señor de Urueña (Valladolid), Osuna, Tiedra, Peñafiel, Olvera, etc.

## Condes de Ureña
|                         | Titular                                                  | Periodo                 |
| Creación por Enrique IV | Creación por Enrique IV                                  | Creación por Enrique IV |
| ----------------------- | -------------------------------------------------------- | ----------------------- |
| I                       | Alfonso Téllez Girón                                     | 1464-c. 1467            |
| II                      | Juan Téllez-Girón                                        | c. 1467-1528            |
| III                     | Pedro Girón y Velasco                                    | 1528-1531               |
| IV                      | Juan Téllez-Girón, el Santo                              | 1531-1558               |
| V                       | Pedro Téllez-Girón y de la Cueva                         | 1558-1590               |
| VI                      | Juan Téllez-Girón y Pérez de Guzmán                      | 1590-1600               |
| VII                     | Pedro Téllez-Girón y Fernández de Velasco                | 1600-1624               |
| VIII                    | Juan Téllez-Girón y Enríquez de Ribera                   | 1624-1656               |
| IX                      | Gaspar Téllez-Girón y Sandoval                           | 1656-1694               |
| X                       | Francisco María de Paula Téllez-Girón y Benavides        | 1694-1716               |
| XI                      | José María Téllez-Girón y Benavides                      | 1716-1733               |
| XII                     | Pedro Zoilo Téllez-Girón y Pérez de Guzmán               | 1733-1787               |
| XIII                    | Pedro de Alcántara Téllez-Girón y Pacheco                | 1787-1807               |
| XIV                     | Francisco de Borja Téllez-Girón y Alonso-Pimentel        | 1807-1820               |
| XV                      | Pedro de Alcántara Téllez-Girón y Beaufort Spontin       | 1820-1844               |
| XVI                     | Mariano Téllez-Girón y Beaufort Spontin                  | 1845-1882               |
| XVII                    | Pedro de Alcántara Téllez-Girón y Fernández de Santillán | 1882-1900               |
| XVIII                   | Luis Téllez-Girón y Fernández de Córdoba                 | 1902-1909               |
| XIX                     | Mariano Téllez-Girón y Fernández de Córdoba              | 1909-1925               |
| XX                      | Ángela María Téllez-Girón y Duque de Estrada             | 1931-1996               |
| XXI                     | Ángela María de Ulloa y Solís-Beaumont                   | 1996-actual titular     |

## Historia de los condes de Ureña
- Alfonso Téllez Girón (m. c. 1467), I conde de Ureña,[3][4][a] hijo fuera de matrimonio de Pedro Girón, maestre de la Orden de Calatrava, y de Isabel de las Casas. Fue legitimado por bula del papa Nicolás V en 1453.[2]

Sin descendencia, le sucedió su hermano.
- Juan Téllez-Girón (1456-21 de mayo de 1528), II conde de Ureña.[5]

Casó con Leonor de la Vega Velasco, fallecida en diciembre de 1522, hija de Pedro Fernández de Velasco y Manrique de Lara, II conde de Haro. Sucedió su hijo:
- Pedro Girón y Velasco (1477/1478-25 de abril de 1531), III conde de Ureña.[7][6]

Contrajo matrimonio, después de obtener dispensa pontificia, con su prima hermana, Mencía de Guzmán (m. 2 de septiembre de 1540), hija de Juan Alonso de Guzmán, III duque de Medina Sidonia, y de su primera esposa, Leonor de Velasco. Sucedió su hermano:
- Juan Téllez-Girón, el Santo, también conocido como Juan Téllez-Girón y de la Vega (Osuna, 25 de abril de 1494-Osuna, 19 de mayo de 1558), IV conde de Ureña.[6][9]

Casó, el 25 de abril de 1532, con María de la Cueva (m. Palacio Real de Madrid, 9 de abril de 1566), hija del II duque de Alburquerque y camarera de la reina Isabel de Valois. Sucedió su hijo:
- Pedro Téllez-Girón y de la Cueva, V conde de Ureña y I duque de Osuna.[6][9]

Casó en primeras nupcias, en 1552, con Leonor Ana de Guzmán y Aragón, hija de los duques de Medina Sidonia. Contrajo un segundo matrimonio, en febrero de 1575, con Isabel de la Cueva y de Castilla, hija de los duques de Alburquerque. Sucedió su hijo:
- Juan Téllez-Girón y Pérez de Guzmán (m. 25 de  noviembre de 1600), VI conde de Ureña, II duque de Osuna y I marqués de Peñafiel.[6][10]

Casó el 2 de julio de 1570, con Ana María Fernández de Velasco, hija de Íñigo Fernández de Velasco, condestable de Castilla y V duque de Frías, y de su esposa, Ana Ángela Águeda de Guzmán y Aragón. Sucedió su hijo:
- Pedro Téllez-Girón y Fernández de Velasco el Grande (Osuna, diciembre de 1574-Madrid, 24 de septiembre de 1624), VII conde de Ureña,  III duque de Osuna[6] y II marqués de Peñafiel.[11]

Casó en 1594 con Catalina Enríquez de Ribera y Cortés de Zúñiga, hija del II duque de Alcalá de los Gazules y nieta de Hernán Cortés. Le sucedió su hijo:
- Juan Téllez-Girón y Enríquez de Ribera (1597-Sicilia, 12 de octubre de 1656), VIII conde de Ureña, IV duque de Osuna[6] y III marqués de Peñafiel.[12]

Casó, el 11 de diciembre de 1617, con Isabel de Sandoval y Padilla (m. 1658), hija de Cristóbal Gómez de Sandoval-Rojas y la Cerda, I duque de Uceda, y de su esposa Mariana Manrique de Padilla y Acuña. Le sucedió su hijo:
- Gaspar Téllez-Girón y Sandoval (Madrid, 25 de mayo de 1625-2 de junio de 1694), IX conde de Ureña, V duque de Osuna,[6] V marqués de Peñafiel, general de caballería en Milán y Portugal, general de las fronteras de Castilla la Vieja en 1660, clavero y definidor general de la Orden de Calatrava, camarero mayor, notario mayor de Castilla, tesorero perpetuo de la Real Casa de la Moneda, gentilhombre de Felipe IV y Carlos II, virrey de Cataluña (1667-1679), gobernador de Milán (1670-1674), miembro del Consejo de Estado y del Consejo de Flandes, presidente del Consejo de Órdenes y del Consejo de Aragón, caballerizo de la reina María Luisa de Borbón en 1679.[13]

Casó en primeras nupcias, el 11 de marzo de 1645, con su prima hermana Feliche de Sandoval y Rojas Ursino (m. 1671), IV duquesa de Uceda y III marquesa de Belmonte, hija de Francisco de Sandoval y Rojas, II duque de Lerma, y su esposa Feliche Enríquez Colonna y Ursino. En segundas nupcias casó, el 26 de junio de 1672 con Ana Antonia de Benavides Carrillo y Toledo (m. 4 de diciembre de 1707), VI marqués de Fromista, marquesa de Caracena y condesa de Pinto, que era hija de Luis Francisco de Benavides Carrillo y Toledo y su esposa Catalina Ponce de León. Le sucedió su hijo del segundo matrimonio:
- Francisco María de Paula Téllez-Girón y Benavides (Madrid, 11 de marzo de 1678-París, 3 de abril de 1716), X conde de Ureña, VI duque de Osuna,[6] VI marqués de Peñafiel, caballero y clavero mayor de la Orden de Calatrava, notario mayor de castilla, camarero y copero mayor del rey, gentilhombre de cámara de Carlos II, capitán de la Segunda Compañía Española de las Reales Guardias de Corps, capitán general del Ejército y Costas de Andalucía (1706-1710), maestre de campo, general de los Reales Ejércitos, embajador extraordinario y plenipotenciario para el Tratado de Utrecht.[14]

Casó el 6 de marzo de 1695, en Madrid, con María Remigia Fernández de Velasco y Tovar, VII marquesa de Berlanga, hija de los VII duques de Frías. Le sucedió su hijo:
- José María Téllez-Girón y Benavides (Madrid, 25 de mayo de 1685-Madrid, 18 de marzo de 1733), XI conde de Ureña,  VII duque de Osuna,[6] VII marqués de Peñafiel, notario mayor de castilla, camarero mayor y gentilhombre de cámara del rey Felipe V, coronel del Regimiento de Reales Guardias de Infantería Española y su director general, teniente general de los Reales Ejércitos, capitán de la Primera Compañía Española de las Reales Guardias de Corps del Rey Felipe V, embajador extraordinario en Francia, caballero de la Orden del Santo Espíritu y mariscal de Castilla.[15]

Casó el 21 de septiembre de 1721 con Francisca Bibiana Pérez de Guzmán el Bueno y Mendoza, hija de Manuel Alonso Pérez de Guzmán el Bueno y Pimentel, XII duque de Medina Sidonia, y su esposa Luisa de Silva Mendoza y Méndez de Haro. Le sucedió su hijo:
- Pedro Zoilo Téllez-Girón y Pérez de Guzmán (Madrid, 27 de junio de 1728-Madrid, 1 de abril de 1787), XII conde de Ureña, VIII duque de Osuna,[6] VIII marqués de Peñafiel,[16] notario mayor de Castilla, camarero mayor del rey, gentilhombre de cámara del rey Fernando VI y de Carlos III con ejercicio, coronel del Regimiento de Reales Guardias de Infantería Española, y su director general, teniente general de los Reales Ejércitos, capitán de la Compañía de Guardias Alabarderos, miembro del Consejo de Guerra, embajador extraordinario en Alemania y en las cortes de Nápoles, Parma y Turín, caballero de la Orden del Toisón de Oro en 1780, Gran Cruz de Carlos III.[17]

Casó el 28 de abril de 1753, en la iglesia de San Martín en Madrid, con su sobrina María Vicenta Pacheco Téllez-Girón (n. 1735), hija de Francisco Javier Pacheco Téllez-Girón y Portugal, VII duque de Uceda, y su esposa María Lucía Téllez-Girón y Fernández de Velasco, VIII marquesa de Berlanga. Le sucedió su hijo:
- Pedro de Alcántara Téllez-Girón y Pacheco (Madrid, 8 de agosto de 1755-7 de enero de 1807), XIII conde de Ureña,[16] IX duque de Osuna,[6] X marqués de Peñafiel, camarero mayor del rey, notario mayor de Castilla, coronel de regimiento de América, mariscal de campo (1789), teniente general (1791), miembro del Consejo de Estado (1795) y del Supremo Consejo de Guerra, coronel del Regimiento de Reales Guardias Españoles y su director general, embajador extraordinario en Viena, miembro de la Real Academia Española y académico de número, gentilhombre de cámara con ejercicio de los reyes Carlos III y Carlos IV, caballero del Toisón de Oro (1794), Gran Cruz de la Orden de Carlos III.[18]

Casó el 29 de diciembre de 1771, en Madrid, con su prima hermana María Josefa Pimentel y Téllez-Girón (1750-1834), XV condesa-XII condesa de Benavente, III duquesa de Plasencia, XIV duquesa de Gandía etc. Le sucedió su hijo:
- Francisco de Borja Téllez-Girón y Alonso-Pimentel (6 de octubre de 1785-Pozuelo de Alarcón, Madrid, 21 de mayo de 1820), XIV conde de Ureña,[19] X duque de Osuna,[6] XI marqués de Peñafiel, II duque de Monteagudo, XVII marqués de Zahara, XVI marqués de Lombay,  XXIII conde de Mayorga, XVIII conde de Belalcázar, VI conde de Fontanar, primera voz del estamento noble de Cerdeña.[19]

Casó el 19 de marzo de 1802 con María Francisca de Beaufort-Spontin de Toledo, condesa del S. R. I. Le sucedió su hijo primogénito:
- Pedro de Alcántara Téllez-Girón y Beaufort Spontin (Cádiz, 10 de septiembre de 1810-Madrid, 25 de agosto de 1844), XV conde de Ureña,[19] XI duque de Osuna,[6] XII marqués de Peñafiel, XVI conde-XIII duque de Benavente, XIV duque del Infantado, etc.[20][21]

Soltero, sin descendientes. Le sucedió su hermano:
- Mariano Téllez-Girón y Beaufort Spontin (Madrid, 19 de julio de 1814-Castillo de Beauraing, Bélgica, 2 de junio de 1882), XVI conde de Ureña,[19] XII duque de Osuna,[22] XIII marqués de Peñafiel, XVII conde-XIV duque de Benavente, XV duque del Infantado, etc.[23][24]

Casó el 4 de abril de 1866, en Weisbaden (Alemania), con su prima María Leonor de Salm-Salm, princesa de Salm-Salm y del Sacro Imperio Romano. Sin descendencia, le sucedió su primo, hijo de Pedro de Alcántara Téllez-Girón y Alonso-Pimentel, II príncipe de Anglona y IX marquesado de Javalquinto|marqués de Javalquinto, y de su esposa, María del Rosario Fernández de Asantillán y Valdivia:
- Pedro Téllez-Girón y Fernández Santillán (Cádiz, 4 de septiembre de 1812-Biarritz, 3 de septiembre de 1900), XVII conde de Ureña,[25] XIII duque de Osuna[27] y senador.

Casó,, el 20 de julio de 1857, con Julia Dominé y Desmaisieres (m. 1901).  Sucedió su sobrino nieto:
- Luis Téllez-Girón y Fernández de Córdoba (Madrid, 3 de marzo de 1870-Madrid, 1 de abril de 1909), XVIII conde de Ureña,[25] XIV duque de Osuna,[27]XII duque de Uceda y XVI marqués de Villena.[25]

Sin descendencia, sucedió su hermano:
- Mariano Téllez-Girón y Fernández de Córdoba (Madrid, 9 de septiembre de 1887-San Sebastián, 13 de octubre de 1925), XIX conde de Ureña,[28] XV duque de Osuna,[27] XVI duque de Escalona, XIII duque de Uceda, XVII marqués de Villena, etc.[28]

Casó, el 9 de noviembre de 1921, en Sevilla, con Petra Duque de Estrada y Moreno (m. 1985). Sucedió su hija:
- Ángela María Téllez-Girón y Duque de Estrada (Pizarra, Málaga, 7 de febrero de 1925-Sevilla, 29 de mayo de 2015), XX condesa de Ureña,[29] XVI duquesa de Osuna,[27] etc.

El 26 de octubre de 1946 contrajo matrimonio en Espejo con Pedro de Solís-Beaumont y Lasso de la Vega, de los marqueses de Valencina y de los marqueses de las Torres de la Presa. En 1959 quedó viuda y el 6 de diciembre de 1963 contrajo nuevamente matrimonio con José María Latorre y Montalvo, VI marqués de Montemuzo y VIII marqués de Alcántara del Cuervo. Le sucedió, por cesión, su nieta, hija de Ángela María de Solís-Beaumont y Téllez-Girón (n. Sevilla, 21 de noviembre de 1950), XVII duquesa de Osuna, etc. y de su primer esposo, Álvaro María de Ulloa y Suelves, XI marqués de Castro Serna:
- Ángela María de Ulloa y de Solís-Beaumont (n. Madrid, 23 de noviembre de 1973), XXI condesa de Ureña,[30][31] XX duquesa de Gandía y XVIII marquesa de Peñafiel.[32]